# Жидкие обои

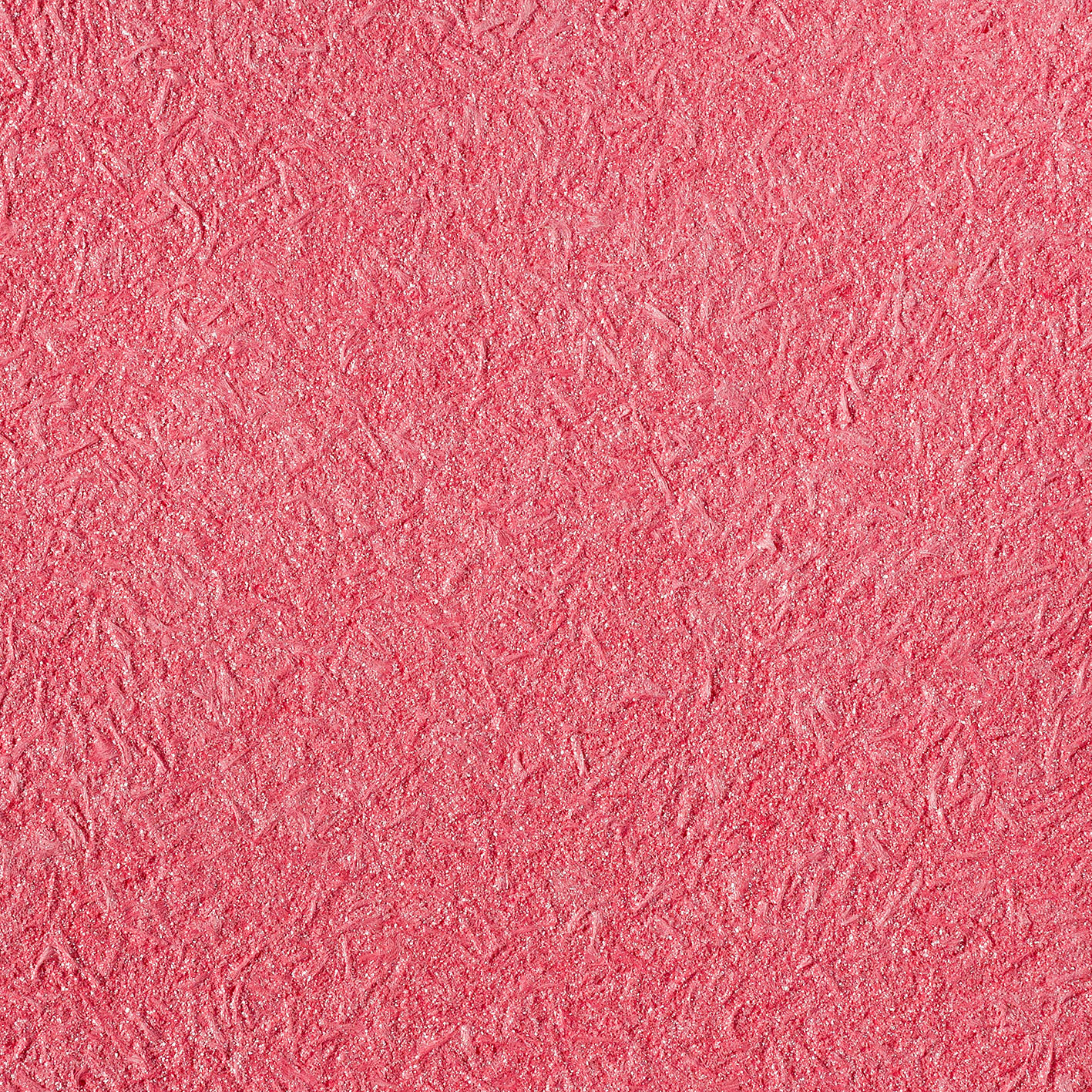
Образец после нанесения

Жидкие обои (шёлковая штукатурка ТУ 5462-001-96321814-2009) — в странах СНГ обиходное название декоративного финишного покрытия для стен и потолков. Жидкие обои совмещают в себе свойства обычных рулонных обоев, декоративной штукатурки и лакокрасочных покрытий. Приятны на ощупь. В сухом виде напоминают детский поделочный материал. После высыхания не образуют стыков, внешне похожи на каменное или войлочное покрытие.
Жидкие обои иногда путают со штукатуркой. Принципиальное отличие в том, что состав жидких обоев не содержит песка и цемента. Их основа – целлюлоза, безвредный полимер природного происхождения. 
Одним из преимуществ жидких обоев является антистатичность. Благодаря отсутствию в составе жидких обоев синтетических добавок они не притягивают пыль и грязь.

## Состав жидких обоев
Обычно в состав жидких обоев могут входить волокна шёлка, целлюлоза, особые красители, фунгициды  природного происхождения, клеевое связующее, пластификаторы и декоративные компоненты, такие как глиттеры (блёстки), флоки, перламутр, слюда, минеральная крошка и т. д.
Жидкие обои в первоначальном виде представляют собой сухую сыпучую субстанцию, упакованную в пластиковые пакеты. Перед использованием содержимое пакета разбавляют водой, количество которой зависит от производителя и инструкции применения. Сохнут в течение 10-13 часов.

## Виды жидких обоев
- хлопковые — имеют приятные тактильные свойства;
- шёлковые — не выдерживают прямой солнечный свет;
- целлюлозные — бюджетный вариант не очень хорошего качества;
- шёлково-целлюлозные — обои смешанного типа с оптимальным сочетанием цены и качества.

Жидкие обои, состоящие полностью из шёлкового волокна, подвержены выгоранию, особенно виды из металлизированной нити . Такие виды не отличаются высокой стойкостью к ультрафиолету. Такие жидкие обои выгорают и меняют цвет в процессе эксплуатации, не сохраняя свой первоначальный вид. Целлюлозные и шёлково-целлюлозные обои стоят дешевле шёлковых, однако имеют меньший срок эксплуатации, а также значительно отличаются по внешним декоративным качествам от шёлковых жидких обоев.
По типу использования: 
- Готовые к применению — продаются жидкими и тонированными, не нуждаются в дополнительной подготовке.
- Профессиональные — сухие смеси, нуждающиеся в разведении и тонировании перед использованием.

## Достоинства жидких обоев
- Позволяют легко производить частичный ремонт. При этом просто зачищают кусок поверхности от старых обоев и на освободившееся место наносят новый состав. Благодаря тому, что при нанесении жидких обоев на поверхности отсутствуют швы, нет необходимости подбирать рисунок.
- Образуют на стенах рельефное покрытие без швов толщиной 1-2 мм, с матовой поверхностью, мягкой на ощупь.
- Обладают хорошей укрывистостью, что позволяет выравнивать ими неровную поверхность стен.
- Эластичность жидких обоев позволяет избегать трещин на стенах, которые появляются со временем при усадке в новых домах.
- Обладают высокими звукоизоляционными свойствами, глушат звук, понижают время реверберации в помещении.
- Имеют низкую теплопроводность.
- Способны поглощать избыток влаги в помещении и отдавать её при излишней сухости воздуха.
- Не имеют швов и стыков. Цельная поверхность жидких обоев значительно долговечнее.
- Позволяют с лёгкостью создавать росписи стен, панно и рисунки при помощи трафаретов или шаблонов.
- Состоят из экологически чистых материалов. Гипоалергенны.
- Безотходны.
- Не оседает пыль и грязь.

## Недостатки жидких обоев
- Срок высыхания жидких обоев после нанесения может длиться до 10 часов.
- Из-за высокой гигроскопичности жидкие обои не рекомендуется использовать в местах с повышенной влажностью или прямым попаданием воды. Подвержены выгоранию при длительном нахождении на солнце/ультрафиолете, особенно виды из металлизированной нити.